# NGC 2940
NGC 2940 (również PGC 27448) – galaktyka eliptyczna (E-S0), znajdująca się w gwiazdozbiorze Lwa. Odkrył ją w roku 1877 Wilhelm Tempel.